# 奧地利的瑪麗亞 (1528-1603)
瑪麗亞（英語：Maria，1528年6月21日—1603年2月26日）是神圣罗马帝国皇后和西班牙公主。她的丈夫是神圣罗马帝国皇帝马克西米利安二世。
玛丽亚的父亲是神圣罗马帝国皇帝和西班牙国王查理五世。她曾經为她的父亲和哥哥担任西班牙的攝政王。
1548年，瑪麗亞和堂哥马克西米利安大公结婚。她婚后诞下十六个孩子。两人拥有一场幸福的婚姻，但虔诚的玛丽亚常常和支持宗教信仰自由的丈夫有意见不同的情况。